# مليكة بلباي
مليكة بلباي (من مواليد 15 يونيو 1974)، ممثلة جزائرية.

## حياتها
ولدت بلباي في تيارت غرب الجزائر. تخرجت من مدرسة الفنون المسرحية بالجزائر. بدأت مشوارها في المسرح من خلال التمثيل في فيلم "نجمة" المقتبس عن رواية كاتب ياسين وإخراج زياني شريف عياد. ظهرت لأول مرة على التلفاز عام 2004 في مسلسل اللاعب، وظهرت لأول مرة سينمائيًا عام 2006 في فيلم بركات.
في عام 2007، ظهرت في فيلم موريتوري المأخوذ عن رواية ياسمينة خضرا. تدور أحداث الفيلم حول ضابط شرطة يحقق مع جماعة إرهابية خلال الحرب الأهلية الجزائرية. لعبت بيلبي دور البطولة في المسلسل التلفزيوني "جمعي فاميلي" عام 2008. وظهرت في "الذكرى الأخيرة" عامي 2010 و2011.
في مارس 2014 تم تكريمها في مهرجان الخليج للإذاعة والتلفزيون الثالث عشر في البحرين. وفي عام 2019، لعبت بلباي دورين مختلفين في فيلم استطلاع لسليم حمدي، وحصلت على جائزة أفضل ممثلة في مهرجان الفيلم المغاربي بوجدة بالمغرب. لعبت بيلبي دور نبيلة في المسلسل التلفزيوني Yema عام 2020. حيث لعبت دور امرأة عانت الكثير من الظلم لكنها تمكنت من إعادة بناء حياتها وإنشاء منزل رغم قضائها 10 سنوات في السجن. عملت مع المخرج مديح بلعيد لتجسيد الشخصية مرة أخرى في أعمال لاحقة بعد قراءة السيناريو وتعديله.

## أعمال

### في المسرح
- 2003 : نجمة
- 2004 : اليد المسيطرة
- 2005 : المعرض
- 2007 : الكهف المنفجر
- 2008 : المطر
- 2010 : ازرق اخضر ابيض

### في السنيما
- 2006 : موريتوري
- 2006 : بركات
- 2008 : الراكب الأخير- (فيلم قصير)
- 2008 : نقطة النهاية

### في التلفزة
- 2004 : اللاعب : صونيا
- 2005 : مفترق الطرق
- 2006 : الربيع الاسود
- 2008 : موعد مع القدر : حنان
- 2008 : جمعي فاميلي
- 2010-2011 : الذكرى الاخيرة
- 2019 : وليد ماما
- 2019 : الرايس قورصو
- 2019 : أولاد الحلال : زليخة
- 2020 : احوال الناس: ام رضا
- 2020 : يما: نبيلة
- 2024-2023 حداش حداش